# Eurystyles lobata
Eurystyles lobata är en orkidéart som beskrevs av Guy Robert Chiron och Vitorino Paiva Castro. Eurystyles lobata ingår i släktet Eurystyles och familjen orkidéer. Inga underarter finns listade i Catalogue of Life.